# Dasht
Dasht (en arménien Դաշտ) est une communauté rurale du marz d'Armavir, en Arménie. Elle compte 993 habitants en 2009.